# 만인보
《만인보》(萬人譜)는 고은이 1986년 발표한, 30권 4001편으로 되어 있는 연작시집이다. '만인보'는 만인의 삶에 대한기록이란 뜻으로, 작가는 "반만년(半萬年)의 한국사에 명멸한 인간 군상의 부침과 영욕을 담아냈다"고 말했다.
제3회 만해문학상을 수상하였다.

## 시집 내용
고은이 1980년 여름 광주민주화운동 당시 내란음모 및 계엄법 위반 혐의로 남한산성 육군교도소 제7호 특별감 방에 수감되며 5월 17일 자정을 기해 발효된 비상계엄 전국 확대조처와 동시에 체포돼 김재규가 사형 직전까지 머물렀던 방에 갇혀 자신에게 향해 다가오는 운명의 발자국 소리를 어쩔 수 없이 기다리고 있던 참담한 느낌에서 구상한 지 30년, 1986년 첫 세 권이 출간된 후 25년 만에 끝마친 역작이다.
고은은 이때의 상황을 이렇게 회고한다. "이때 쪽창 하나 없이 사방이 벽으로 꽉 막힌 그 무덤 같은 방에서 회고와 추억을 해방구로 삼았다. 이 방에서 나가면 만난 사람 하나하나를 떠올리며 시를 쓰겠다는 다짐과 함께 굳은 믿음을 가졌다는 것, 그러나 그 꿈은 6년이 지난 뒤 시인이 고문으로 만신창이가 된 몸으로 군법회의에서 종신형을 선고 받은 뒤 사면, 석방되면서 이루어지기 시작하였다"고 말한다.
2009년 7월 《만인보》(창비) 27~30권의 원고를 최종 탈고한 뒤 등장인물의 인명과 역사적 사실관계를 점검하는 등 4001편을 모두 새롭게 점검한 고은은 출간 직전에 마지막으로 추가한 서문에서 "만인보 25년,// 이 바람 치는 여덟 바다에 그물을 펼쳐두었다[張羅八海]/ 이제 그 그물을 뉘엿뉘엿 걷어올린다"라는 시로 완간의 소회를 밝혔다.

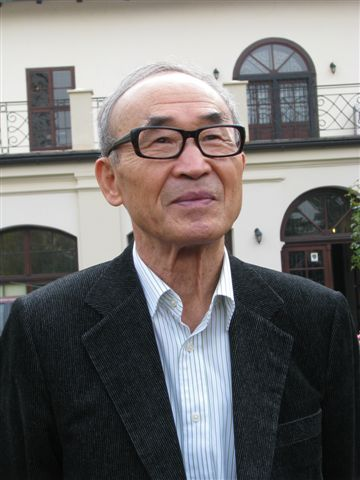
《만인보》저자 고은

창비 출판사는 '만인보' 완간을 기념하기 위해 기존에 출간한 1~26권을 출간 시기별로 2~3권씩 합본하고, 이번에 새로 나온 27~30권을 더해 총 11책의 양장본으로 새롭게 단장한 전집을 냈다. 이번에 출간된 '만인보' 27~30권에 수록된 662편의 시는 연작을 태동케 한 광주민주화운동을 둘러싸고 벌어지는 삶과 죽음의 안타깝고도 처절했던 드라마에 집중돼 있다.
이 가운데 시 '김준태'는 모두가 광주를 외면하던 시절 5·18 광주를 문학적으로 형상화한 첫 시였던 '아아 광주여, 우리나라의 십자가여'를 쓴 김준태 시인을 소재로 한 작품이다. '그 거리 어디에도 입이 없었다//(중략)/ 젊은 시인 김준태가/ 거기 있었다/ 자신의 심장 내걸고/(중략)/ 그는 썼다//(중략)// 그 통곡의/ 그 오열의 노래를/ 신문사에 넘기고 자취를 감췄다/'
이전 시편(詩篇)들에서 지속했던 고대부터 현대에 이르는 역사상의 주요 인물과 그들이 겪은 사건들을 기록하는 작업도 광주 5·18의 정리와 함께 이어진다. 2009년 서거한 노무현 전 대통령은 '봉하 낙화암'이란 시로 기록에 남겼다. '그 죽음은 무덤이 없어야겠다 차라리// 백년 이상/ 오늘일 것//(중략)'
위인들의 일화를 기록한 시편들은 시로 압축한 전기(傳記)다. 수록시 '원주 장일순의 집'은 국내 생명운동의 대부(代父)였던 무위당 장일순(1928~1994)이 원주에서 발생한 소매치기 사건을 해결하기 위해 원주역 일대를 헤매고 다닌 사연을 기록했다. 그 소문을 전해 들은 소매치기가 제 발로 찾아와 피해자에게 훔친 돈을 돌려주자 무위당이 그에게 소주를 사준 사연을 담았다.
고은이 꿈꾸는 대한민국의 모습을 그려보기도 했다. '퇴고 12년'은 조선시대 영남과 호남 성리학의 거봉이면서 학문적 교류를 나눈 퇴계 이황과 고봉 기대승을 통해 지역감정 극복의 염원을 노래했다. '퇴계 이황과 고봉 기대승/(중략)/ 영남과 호남 사이 천릿길/ 오고 간 세월 12년 아름답고녀/(중략)/ 한 사람은/ 다른 한 사람과 마주설 때/ 새로 한 사람이리라/ 서로 한 사람이리라'
수록시 '독거'는 부유층이 몰려 사는 압구정동과 성북동을 가난한 달동네 풍경과 대비하며 우리 사회의 심각한 문제로 떠오른 양극화 현상에 대한 관심을 촉구한다. '압구정 로데오거리 선남선녀들아/ 희멀겋구나/ 야들야들하구나/(중략)/ 성북동 요정 청미각/ 장안 권문세도 제현들아// 낮은 아쭈 정관정요/ 밤은 소녀경/(중략)/ 기우뚱/ 윗방 아랫방/ 그 오막살이/ 독거노파 수돌이 할머니네/(중략)/ 생라면 반라면 그대로 먹는 아침/(중략)/ 거기 한번 가 보아' 등 《만인보(萬人譜)》에는 우리 민족이 겪어온 희로애락이 고스란히 담겨있다.
1~6권에는 '찬밥네' '머슴 대길이' '따옥이' 등 가난 속에서도 희망을 갖고 역사를 만들어간 고향사람들의 이야기가 있다. 7~9권에는 1950년대 고난의 세월을 살아온 민초들의 삶, 10~15권에는 이승만 박정희 이후락 함석헌 장준하 문익환 장형 장충식 등 70년대 정치적 인물과 각계 인사들이 담겨 있다.
7~9권(초판: 1989년 12월)에 이르면 전쟁의 폐허로 1950년대의 가난한 세월을 살아오면서 스쳐간 사람들을 불러낸다. "멋쟁이" 진보당 당수 조봉암(7권), '삼일천하'의 김옥균(7권), "감격 없는 시대를/감격으로 마치고자" 했던 "애오라지 시인적인 시인" 임화(8권), 만민공동회 연사로 나섰던 '백정' 박성춘(8권), "첫사랑이 공산주의였"던 "고독의 혁명" 빨치산 대장 이현상(9권), "나라가 할 일/혼자의 엄두로 해내고" 사라져버린 고산자 김정호(9권) 등 역사 속의 인물들은 시공을 넘나들며 당대의 삶을 비춘다.
16~20권은 식민지 시대와 해방공간, 한국전쟁을 전후해 역사의 소용돌이에 휩쓸린 사람들, 21~23권은 '4ㆍ19 혁명기'를 배경으로 보통사람들의 삶, 24~26권은 신라시대부터 근대에 이르기까지 고승들의 행적을 다뤘다. 27~30권은 5.18 광주민주화운동과 당시 국가적 폭력에 의해 억울하게 절명한 사람들의 사연을 다룬 작품이다.
"하얀 머리칼/하얀 수염/하얀 두루마기/하얀 고무신"차림의 함석헌(10권), "7백만 노동자의 어머니" 이소선(10권), "죽음으로 싸움을 이끌었"던 장준하(10권), "80년대 이래 한반도에서/가장 젊은 사람"이었던 문익환 목사(11권), "한 걸음도 조심스러운 언론인"에서 "역사의 사람"으로 거듭난 송건호(11권), "어느 때나 곱게 웃으며 오는" 신경림(11권), "남에게 한 가닥 감정 보이지 않"고 "자기 자신에게 엄밀한" 백낙청(12권) 등 70년대 민주화운동을 이끌었던 동지들이 시인의 프리즘을 통해 드러난다. 저 반대 쪽 사람들의 이야기도 있다. "성난 독사" 박정희(11권)를 비롯해 "결코 어리석지 않은 배불뚝이" 김형욱(11권), "박정희교의 수제자" 이후락(13권) 등이다.
다시 또 7년간 공백 뒤에 다섯 권이 동시에 출간된 16~20권(초판: 2004년 1월)은 식민지시대를 거쳐 해방공간과 한국전쟁 전후의 소용돌이에 휩쓸린 인간 군상을 다룬다. "대한민국 국군 군번 1번" 이형근(16권), "나라의 불행"과 "나라의 모순을 잘 쓰고 남"긴 이승만(18권), 그 "이승만의 집사" 이기붕(19권), "섬세한 독신 여인"이었다가 극한 상황에서 "잔인한 독부"가 되어버린 노천명(20권), 등이다.
21~23권(초판: 2006년 3월)은 "하나의 죽음이/혁명의 꼭지에 솟아"오른 김주열(21권) 등 '4ㆍ19 혁명기'를 배경으로 한다. 24~26권(초판: 2007년 11월)에서는 고승들의 삶과 행적을 좇으며 한국불교사를 복원해낸 점이 주목할 만하다.
이렇게 《만인보》는 고대부터 현대에 이르기까지 우리 민족사를 만들어온 다양한 인군 군상들의 이야기를 풀어낸 고은 시인의 역작이다. 이른바 '시로 쓴 인물백과사전'으로 불린다. 총 작품수는 4,001편, 등장 인물은 5,600여 명에 이른다. 해마다 노벨문학상 후보에 오르는 등 세계적인 시인이 된 그가 30년 연작시편 《만인보》 전 30권의 대장정을 멈추고 2010년 4월 9일 드디어 완간을 한 것이다.

## 시 낭송회
영문시 '내일의 노래'(Songs for Tomorrow: A Collection of Poems 1960-2002)와'만인보'(Ten Thousand Lives) 시집 2권을 출간한 '그린 인티저'(Green Integer) 출판사의 초청으로 미국을 방문한 고은은 2010년 4월 22일 오후 UCLA에서, 23일 저녁 LA한국문화원에서 시 낭송과 사인회를 가졌다.
고은은 '해변', '노래섬', '어느 기념비', '메아리', '물결', '헛개비', '달', '아리랑' 등 단편 시들을 낭송했다. 이어 그린 인티저 출판사의 더그라스(Douglas Messerli) 편집인이 영시를 낭송을 했다.
LA지역의 시인들과 문인들 120여명이 참석해 시 감상을 했다. 시낭송회가 끝난후 북 사인회도 열렸다.

또한 국내에서는 석좌교수로 재직 중인 단국대(총장 장호성)에서 2009년 5월 30일 오후 3시30분부터 2시간 동안 호수와 캠퍼스가 어우러진 단국대 천안캠퍼스 야외공연장의 시낭송회’를 개최하였다.

## 같이 보기
- 고은